# Mędrzyce
Mędrzyce – wieś w Polsce położona w województwie kujawsko-pomorskim, w powiecie grudziądzkim, w gminie Świecie nad Osą.

## Podział administracyjny
W latach 1975–1998 miejscowość administracyjnie należała do województwa toruńskiego.

## Demografia
Według Narodowego Spisu Powszechnego (III 2011 r.) wieś liczyła 210 mieszkańców. Jest ósmą co do wielkości miejscowością gminy Świecie nad Osą.

## Zabytki
Według rejestru zabytków NID na listę zabytków wpisany jest zespół dworski, nr rej.: A/324 z 12.05.1987:
- dwór, XIX w.
- park, poł. XIX w.
- spichrz, 1847, 1939
- gorzelnia, 1904
- stajnia, 1903-1911
- grobowiec, 3 ćw. XIX w.

## Gospodarka
W miejscowości działało Państwowe Gospodarstwo Rolne (PGR). Jednostką nadrzędną była Stadnina Koni Nowe Jankowice. Obecnie gospodarstwo w dalszym ciągu wchodzi w skład Stadniny Koni Nowe Jankowice Sp. z o.o..